# Шерон Лавін
Шерон Лавін (нар. травень 1950 р.) — активістка екологічної справедливості в Луїзіані, зосереджена на боротьбі з розширенням промислових комплексів у Раковій алеї.

## Робота
Народилася в травні 1950 року. Батько вирощував цукрову тростину, а мати займалася домогосподарством. Її родина брала участь у акціях захисту громадянських прав під час руху за громадянські права.
Лавін, яка родом із парафії Сент-Джеймс, штат Луїзіана, що знаходиться в центрі алеї, свідчила перед Конгресом і керує релігійною організацією RISE St. James, зосередженій на запобіганні розширенню та погіршенню забруднення нафтохімічних заводів у районі.
Лавін також є співробітницею Коаліції проти Алеї смерті, регіональної групи екологічної справедливості. Вона позивачка у судовій справі Вайт Гат проти Ландарі щодо екологічної справедливості щодо змін у законодавстві Луїзіани про нафту та газ.
Лавін також займається захистом культурної спадщини афроамериканської спільноти. У 2019 році вона організувала громаду проти нової фабрики Formosa Plastics Corp, яка б зруйнувала могилу рабів у громаді. У грудні 2020 року рішенням суду процес руйнування був зупинений. Раніше Лавін допомагала зупинити подібний проєкт від Wanhua Chemical Group.
Шерон Лавін нагороджена екологічною премією Голдман у 2021 році. 27 березня 2022 року названа лауреаткою медалі Laetare Університету Нотр-Дам у 2022 році.
Лавін — вчителька спеціальної освіти на пенсії, чорношкіра католичка, парафіянка католицької церкви Святого Джеймса в Сент-Джеймсі, штат Луїзіана.